# Is This My World?
Is This My World? è il primo album studio del gruppo hardcore punk statunitense Jerry's Kids, pubblicato nel 1983 da X-Claim Records. È generalmente considerato un classico nel suo genere. Realizzato con la partecipazione di Chris Doherty dei Gang Green alla chitarra, il disco fu l'ultima pubblicazione della X-Claim.
La prima stampa includeva un booklet contenente foto e i testi delle canzoni. È stato in seguito ristampato più volte, nel 1987 da Funhouse Records in Germania, nel 1991 e 2002 negli Stati Uniti da X-Claim e sempre nel 2002 da Reflex Records in Belgio.

## Tracce
1. I Don't Belong – 1:44
2. Cracks in the Wall – 1:19
3. Tear It Up – 1:04
4. Crucify Me – 1:56
5. Break the Mold – 1:34
6. Raise the Curtain – 3:35
7. Vietnam Syndrome – 1:41
8. Build Me a Bomb – 1:58
9. New World – 2:14
10. Lost – 3:12
11. No Time – 1:38
12. Is This My World? – 2:03

## Formazione[6]
- Rick Jones - voce, basso
- Bob Cenci - chitarra, voce d'accompagnamento
- Chris Doherty - chitarra
- Brian Betzger - batteria

### Crediti[2][6]
- Jerry's Kids - missaggio
- Lou Giordano - ingegneria del suono
- Bruce "Grim" Rhodes - fotografia
- Pickles - artwork